# Gubernatorzy generalni Ghany
Gubernator generalny Ghany – funkcja istniejąca w systemie politycznym Ghany od uzyskania przez to państwo niepodległości w 1957 do wprowadzenia w nim systemu republikańskiego w 1960. Gubernatorzy generalni reprezentowali monarchę brytyjskiego, będącego formalną głową państwa, i wykonywali w jego imieniu wszystkie jego uprawnienia (choć w praktyce wyłącznie na wniosek rządu).

## Lista gubernatorów generalnych
| lp. | osoba                            | od   | do   |
| --- | -------------------------------- | ---- | ---- |
| 1   | Charles Arden-Clarke             | 1957 | 1957 |
| 2   | William Hare, 5. hrabia Listowel | 1957 | 1960 |